# 撫順城
撫順城 (仮名：ブジュン ジョウ, 拼音：fǔshùn chéng) または撫順所城 (拼音：fǔshùn suǒ chéng，満文：ᡶᡠᡧᡠᠨᠰᠣᡥᡝᠴᡝᠨ fušun šo hecen)は、明初洪武年間に現在の遼寧省撫順市順城区撫順城街道に築かれた城郭都市。
城東の撫順関は建州女直に対する防衛の最前線であると同時に、建州女直との交易の地であり、建州女直の入貢時の起点でもあった。明末万暦年間にヌルハチ (清太祖) 率いる後金軍によって破壊された後、清乾隆年間に再建されたが、日露戦争後の日本植民地期に渾河対岸に新市街地が形成されるに従って次第に零落し、民国期に解体されて消滅した。
清代史料では撫西城 (拼：fǔxī chéng，満：ᡶᡠᠰᡳᡥᡝᠴᡝᠨ fusi hecen) とも表記される。尚、中国語の「城chéng」は、主に楼閣を指すことの多い日本語の「城しろ」とは異なり、城壁によって囲まれた都市 (城郭都市) 全体を指す。

## 明代

### 沿革
現在の撫順の地の歴史は漢代に行政機構が設置されたことに始まるとされ、遼代には貴徳州が置かれた。

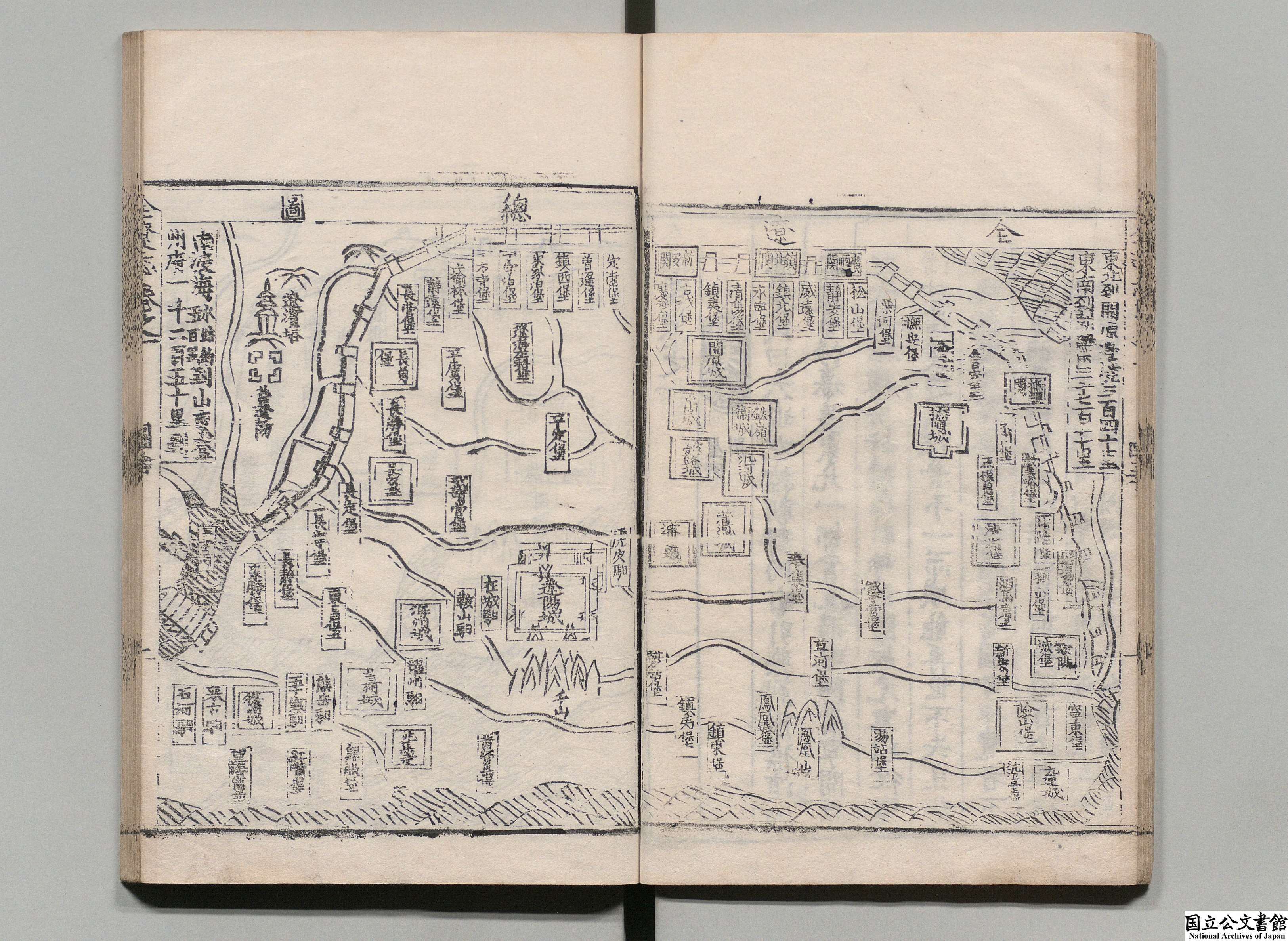
右頁上中央やや右よりに撫順城、そのやや右上に撫順関がみえる (国立公文書館所蔵『全遼志』巻1, 圖考「全遼總圖」より)

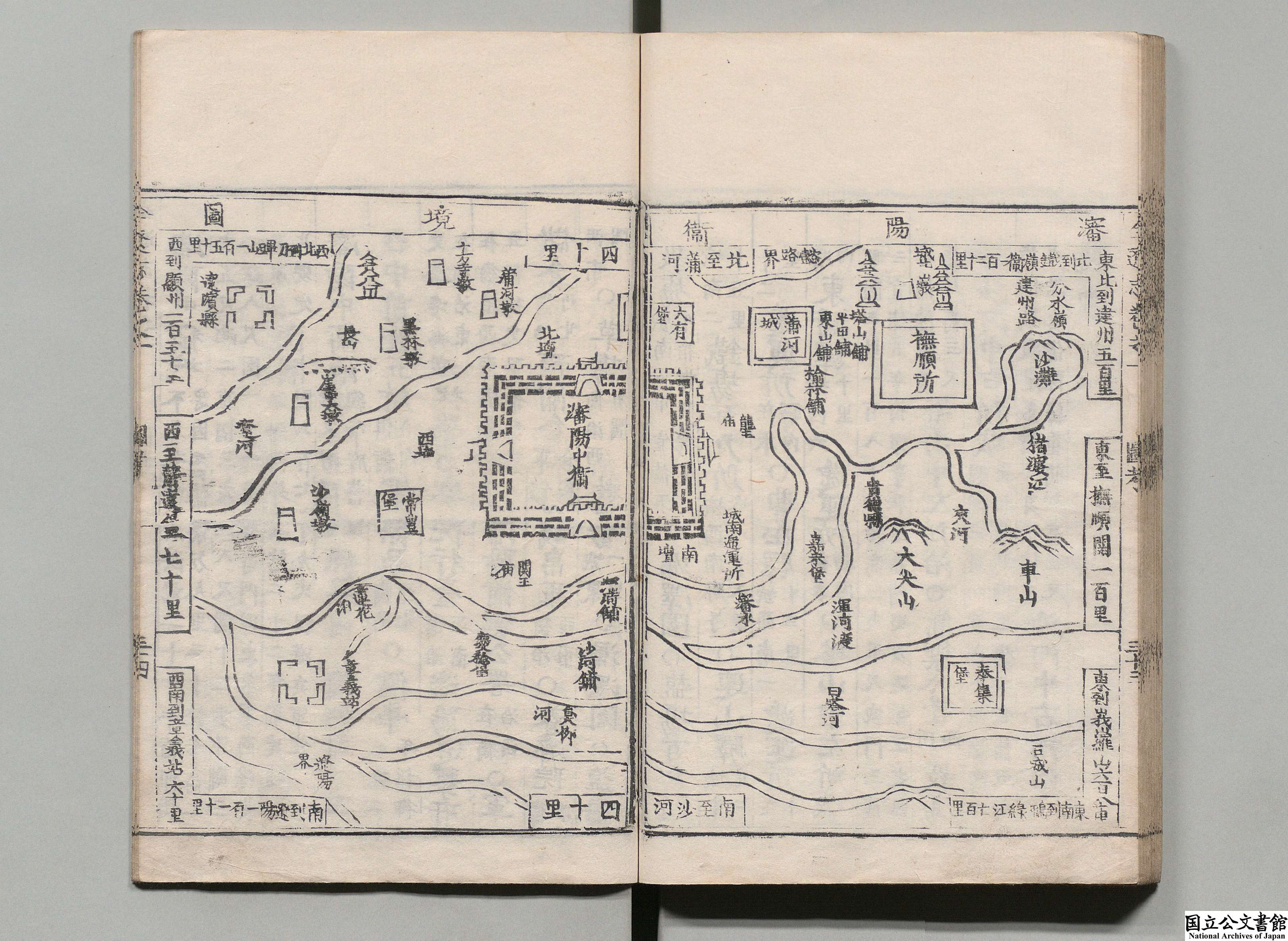
右頁上中央に「撫順所」とあるのが撫順城 (国立公文書館所蔵『全遼志』巻1, 圖考「瀋陽衞境圖」より)

明代の撫順城は渾河北岸、現在の高爾山風景区の東南方、撫順北火車站附近に位置したとされる。典拠?創建は明洪武17年1384に遡り、外周は2里376丈 (約2.3km) で、深さ1丈 (約3m)、幅2丈 (約6m) の外濠に囲まれ、「迎恩門」と呼ばれる一基の城門が設置されていたとされる。同21年1388、明朝は撫順に千戸所を設置し、同19年1386設置の瀋陽中衛に隷属させた。また同年には撫順以東の官嶺に撫順関が建造され、それに併せて遼東辺牆と辺堡も建造された。
正統14年1449の土木の変で正統帝を捕えた北虜オイラットは、女直酋長・李満住らに加勢を迫り、15,000餘の部衆を率いて開原、瀋陽などを掠奪させ、さらに撫順城を包囲させたが、明将・魯全率いる守備兵の決死の抗戦の為に退却した。これは明代撫順城で発生した最大規模の戦闘とされる。典拠?
成化元年1465、撫順城の南、馬駅に辺墩 (土塁) を設け、外患に備えた。成化4年1468、遼東副総兵・韓斌の提議により撫順城が修築され、旧城よりもやや拡張された。修築後の撫順城は、城門が東・南・北の三基に増設され、当時の撫順地区で最大の軍事城堡および指揮の中心であり、遼東地区における重要な前線基地であった。
万暦46年1618 には後の清太祖ヌルハチが明朝征討の足がかりとして撫順城を包囲したが、明の遊撃・李永芳がヌルハチの招降に遵って投降した為、撫順城は無血開城された。ヌルハチは撫順居住民の生命を保障した上で4,000の兵士に撫順城を破壊させた為、明洪武17年に始まり235年に亘って建州女直と対峙してきた撫順城は爰に消滅した。

### 構造
撫順に置かれた千戸所は二つの城堡を拠点とし、撫順の本城には1,108名、会安堡には453名の官兵が駐屯した。さらに本城に12基、会安堡に10基、都合22基の墩臺 (敵台) が置かれ、合わせて110名の官兵がそれぞれの墩臺で衛戍の任にあたった。また、懿路三岔兒堡から遼陽東州堡までを結ぶ全長6,499丈 (20km餘り) の土壁が南北方向に走っていた。
墩臺の内訳は以下の通り。
| 本城   | 新河口臺 | 舊河口臺 | 土臺墩   | 王剛臺   | 頂清臺   |
| 本城   | 凹兒墩   | 雙古路墩 | 核桃山墩 | 單古路墩 | 婁弓兒墩 |
| 本城   | 趙保兒墩 | 羊升臺   |          |          |          |
| 会安堡 | 平安臺   | 舊營墩   | 板山墩   | 古路墩   | 新添墩   |
| 会安堡 | 長山墩   | 蟒山墩   | 新安墩   | 河口墩   | 小河口墩 |

### 撫順関
撫順関は、撫順城に千戸所が設置された洪武21年1388、撫順城の東30里 (約17km) の位置に建造された。『滿洲歷史地理』は現在の撫順市の東南方、渾河の左岸 (南岸) に位置する「关口guānkǒu」(現遼寧省撫順市東洲区碾盤郷関口村?) と呼ばれる丘陵地を撫順関の遺址に比定するが、『東夷考略』や『盛京通志』の図では渾河の北岸に置かれている。
明朝はここを建州女直との界牆となした一方、この地に馬市を置いた。建州女直が朝貢する際はこの撫順関が起点となった。

## 清代
万暦46年1618にヌルハチによって灰燼と帰した撫順城は、康熙21年、康熙帝が永陵に二度目の参詣をしたころ依然として荒涼としていたという。典拠?しかし撫順は清朝開闢の礎となった所謂「龍興聖地」であり、皇帝が永陵に参詣する際に必ず通る路であることから、乾隆43年1778より同48年1783の六年間に亘って撫順城の再建が進められた。
清代の撫順城は明代の撫順城の南方に位置し、西は現在の寧遠街、東は新華街、北は永吉路、南は新城路までの規模であった。明代のものと同じく周囲3里、門は東・南・北の三箇所で、南に「嘉會門」、北に「廣潤門」の二門が置かれ、東には便門が置かれた。典拠?城郭の修築にしたがって商業も栄え、商店や手工業の工房が至る所に建った。典拠?大型の店舗としては撫西糸布店、永和当舗、福糧庄、一品位飯店などがあり、ほかに肉市、畜生市、柴市など自由市場もあった。典拠?このように、清代の撫順城は遼東東部地区の重要な農業副産品市場であり、集市の中心でもあった。
道光9年1829には清朝廷により大規模な修築が実行された。
光緒31年1905に日露戦争が勃発すると、戦火は撫順一帯にも及び、北門の「広潤」の匾額がロシア軍の砲弾によって破壊された。典拠?同戦争で捷利を収めた日本は、清朝帝室の陵墓である永陵と福陵の間に位置する農業生産地にすぎなかった撫順を日本野戦鉄道の管轄下に置き、二年後の光緒33年1907には南満州鉄道に継承させて、炭鉱都市として開発を進めた。同34年1908、東三省総督・徐世昌の奏請により興仁県の県治 (＝県庁) が撫順城に移され、ついで撫順県と改称された。

## 民国期
城内の工商業と居住区は徐々に渾河南岸の千金寨 (現撫順市新撫区千金郷?) に移り、満鉄附属地たる市街地は民国13年1924から同17年1928にかけて千金寨から東方の永安台 (現新撫区永安台街道) に移設された。撫順城は日をおって蕭条としたが、南の「嘉会門」は完全な状態で保存されていたという。典拠?民国39年1950、道路拡張に伴い、城郭がすべて解体されたことで、撫順城はその歴史に幕を閉じた。典拠?

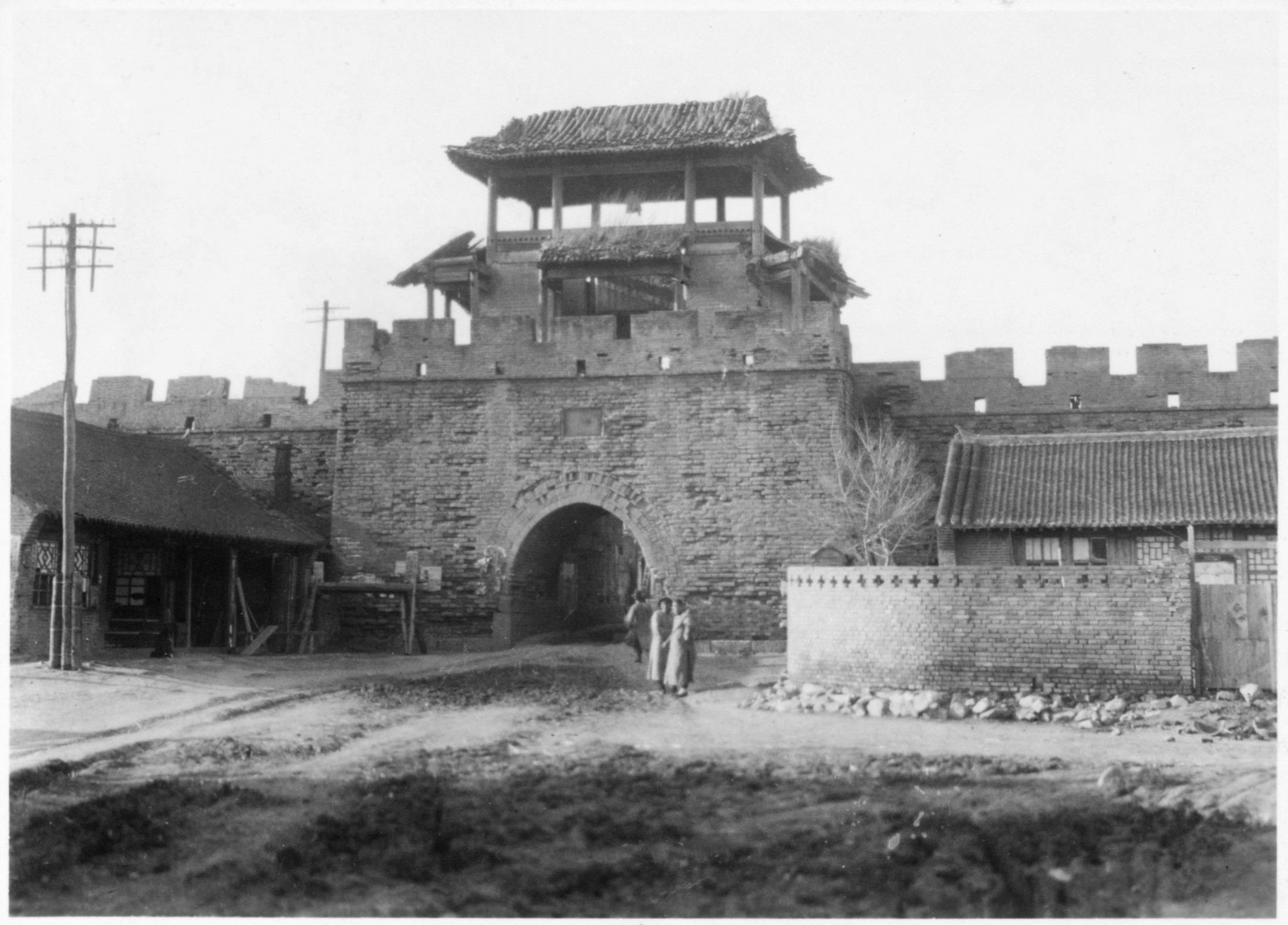
民国19年1930の撫順城の南城門 (嘉会門)。
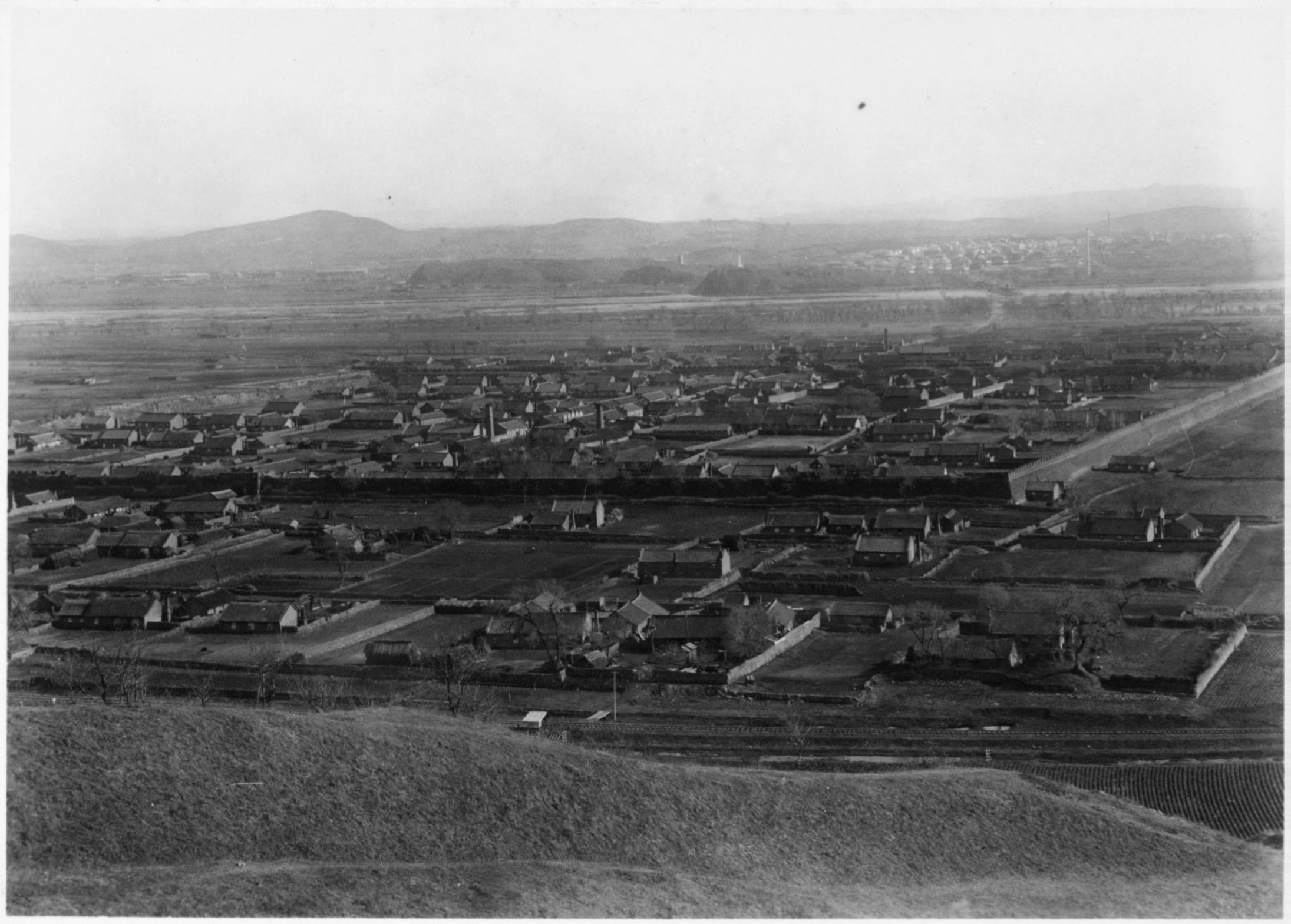
民国19年1930の撫順城俯瞰。南奥にみえるのは永安台の日本人住宅街。その間を渾河が東左から西右へ流れる。

## 脚註

### 典拠
1. ↑   ᠮᠠᠨᠵᡠ ᡳ ᠶᠠᡵᡤᡳᠶᠠᠨ ᡴᠣᠣᠯᡳmanju i yargiyan kooli(滿洲實錄). 1
2. ↑   滿洲老檔. 3
3. 1 2  “圖考 (瀋陽中衞城 - 撫順城)”. 全遼志. 1
4. 1 2  “奉天府2 (撫順城)”. 欽定大清一統志. 39
5. ↑  “洪武19年1386 8月18日段4887”. 太祖高皇帝實錄. 179
6. ↑  “永樂7年1409 9月25日段9758”. 太宗文皇帝實錄. 96
7. 1 2  “地理2 (山東等處承宣布政使司)”. 明史. 41
8. ↑  “景泰1年1450 5月10日段21624”. 英宗睿皇帝實錄 (廢帝郕戾王附錄). 192 (10)
9. ↑  “天命3年1618 4月13日段111”. 滿洲實錄. 4
10. ↑  “萬曆46年1618 4月15日段71667”. 神宗顯皇帝實錄. 568
11. ↑  “天命3年1618 4月16日段112”. 滿洲實錄. 4
12. 1 2  “邊防 (撫順所城堡墩臺障塞操守)”. 全遼志. 2
13. 1 2  “山川 (撫順關)”. 全遼志. 1. "瀋陽城東北撫順城東三十里建州夷人朝貢買賣由此"
14. 1 2  “第七篇 - 五. (ツ. 撫順城の所轄せる地方の邊牆)”. 滿洲歴史地理. 下. pp. 514-515
15. ↑  “第九篇 - 五. (イ. 渾河部)”. 滿洲歴史地理. 2. p. 607
16. 1 2  “第九篇 - 五. (イ. 渾河部)”. 滿洲歴史地理. 上. pp. 607-608
17. ↑  “城池1 (撫西城)”. 欽定盛京通志. 29
18. ↑  “建置畧”. 撫順縣志畧
19. 1 2  1. 撫順における満鉄附属地の市街地と炭坑町. “租界・居留地班 第73回研究会 炭鉱都市撫順から見た満鉄の住宅地計画”. 非文字資料研究センターNews Letter (47):  2-3. (2022).
20. ↑  “光緒34年1908 5月上5日段93504”. 德宗景皇帝實錄. 591
21. ↑  “地理2 (奉天府)”. 清史稿. 55. "三十三年移治撫順城，劃興京西北地入之，更名，仍隸府。"
22. ↑  “第72回 瀋海(奉海)鐵道沿線 (城門も破れて (撫順縣))”. 亞細亞大觀. 6. "其の昔は、東山地方より奉天に至る要驛とし、且その咽喉を扼する要地として重要な役目を勤めて來た撫順城も、對岸に新都撫順の勃興と共に、今は見る影もなく淋れて、日毎に響を擧げて毀れ落ちる城門の瓦が、日に非なる時の進展を語り又人々は今、炭都撫順のあることを知つて、縣城撫順の在ることをさへ忘れやうとしてゐる。"
23. ↑  “第72回 瀋海(奉海)鐵道沿線 (廢墟の如き城池 (撫順縣))”. 亞細亞大觀. 6. "撫順城は明代の建造と記錄される。高さ約一丈五尺の城壁、其の延長約三支里、俯瞰すれば整然たる一縣城ではあるが、渾河を隔てて遠望する炭都撫順の永安臺住宅街と對比して、この町の暗さよ。今この町に殘つてゐる名のは、ばかりの縣廳だ。そしてその繁榮は、日毎に對岸の千金寨支那街に奪はれて行く。"

### 註釈
1. ↑  註釈：「撫順所城」の「所」は衛所における「所」を指す。明代の撫順には千戸所が置かれた (後述)。
2. ↑  註釈：明嘉靖44年1565 編纂の『全遼志』「圖考」には「洪武十七年創立。周圍二里三百七十六丈、池深一丈、闊二丈、城門一。」、清乾隆49年1784 編纂の『欽定盛京通志』巻29には「明洪武二十一年設千戸所。亦曰撫順關。其城周圍一里七百三十六步、池深一丈、闊二丈、門二。今則周圍三里、東南北三門。」、清宣統3年1911 編纂の『撫順縣志畧』には「撫順故城遺址狹小。周圍闊一里七百三十六丈、地深一丈、寬二丈、城門二。」とある。『全遼志』が編纂されたのは明朝後半、『欽定盛京通志』の編纂は撫順城の再建完成後、『撫順縣志畧』の編纂はラスト･エンペラーの治世。『全遼志』の2里376"丈"、『盛京通志』の1里736"歩"、『撫順縣志畧』の1里736"丈"と、どれも数字が相似している。ここでは一旦、『全遼志』に従った。
3. ↑  註釈：维基百科「抚顺城」では『中国城市综合实力五十强丛书 - 抚顺市』(中国城市出版社) 第3章の第18節 (p.127-128) からの引用として「为防止明军重至，努尔哈赤撤走时一举焚毁城池。」としている。
4. ↑  註釈：『滿洲歴史地理』は『全遼志』巻1からの引用として「撫順城東二十里」と記している。[15]或いは出版元の違いによるものかも知れないが、ここでは一旦「三十里」をとる。
5. ↑  註釈：『清史稿』巻55では光緒33年としている。[21]

## 文献

### 實錄
＊中央研究院歴史語言研究所版

#### 明實錄
- 姚広孝, 夏原吉, 胡広, 他『太祖高皇帝實錄』永楽16年1418 (漢)
- 楊士奇, 他『太宗文皇帝實錄』宣徳5年1430 (漢)
- 陳文, 他『英宗睿皇帝實錄』成化3年1467 (漢)
- 顧秉謙, 他『神宗顯皇帝實錄』崇禎3年1630 (漢)

#### 清實錄
- 覚羅氏勒德洪『太祖高皇帝實錄』崇徳元年1636 (漢)
- 編者不詳『滿洲實錄』乾隆46年1781 (漢)

### 史書
- 茅瑞徵『東夷考略』天啓11621 (漢) ＊燕京図書館 (ハーバード大学) 所蔵版

- 楊賓『柳邊紀略』康熙46年1707 (漢) ＊商務印書館叢書集成
- 張廷玉, 他『明史』乾隆4年1739 (漢)
- 鈕祜祿氏和珅『大清一統志 (乾隆二十九年勅撰本)』四庫全書, 乾隆49年1784 (漢)
- 趙爾巽『清史稿』清史館, 民国17年1928 (漢) ＊中華書局版

- 白鳥庫吉 監修, 松井等, 箭内亙, 稻葉岩吉 撰『滿洲歷史地理』巻2, 南満洲鉄道株式会社, 大正31914

### 論文
- 『非文字資料研究センターNews Letter』号47, 神奈川大学 (2022年) 包 慕萍「炭鉱都市撫順から見た満鉄の住宅地計画」

### 辞書
- 安双成『满汉大辞典』遼寧民族出版社, 1993 (中文)

### 其他
- 『亞細亞大觀』亞細亞寫眞大觀社, 大正15年1926-昭和15年1940 ＊東洋文庫所蔵

### Web
- 「明實錄、朝鮮王朝実録、清實錄資料庫」中央研究院歴史語言研究所 (台湾)
- 栗林均「モンゴル諸語と満洲文語の資料検索システム」東北大学